# Prélature territoriale de Cafayate
La prélature territoriale de Cafayate (en latin : Praelatura Territorialis Cafayatensis ; en espagnol : Prelatura territorial de Cafayate) est une prélature territoriale de l'Église catholique en Argentine, suffragante de l'archidiocèse de Salta.

## Territoire
Il comprend les départements de Cafayate, Molinos et San Carlos de la province de Salta, le département de Tafí del Valle de la province de Tucumán et les départements d'Antofagasta de la Sierra et de Santa María de la province de Catamarca. 
Son territoire a une superficie de 50 000 km divisé en 7 paroisses. Le siège épiscopal est dans la ville de Cafayate où se trouve la cathédrale Notre-Dame-du-Rosaire.

## Histoire
La prélature territoriale est érigée le 8 septembre 1969 par la constitution apostolique Praeclarissima exempla du pape Paul VI en prenant sur les territoires des archidiocèses de Salta et de Tucumán et du diocèse de Catamarca. Elle est nommée suffragante de l'archidiocèse de Salta lors de sa créationet la mission est confiée à l'ordre de Saint Augustin.

## Évêques
- Diego Gutiérrez Pedraza, O.S.A (10 octobre 1973 - 23 novembre 1990)
- Cipriano García Fernández, O.S.A (28 mai 1991 - 26 janvier 2007)
- Mariano Moreno García, O.S.A (17 novembre 2007 - 10 février 2014)
- José Demetrio Jiménez Sánchez-Mariscal, O.S.A (10 février 2014 - 23 octobre 2019)
  - Sede vacante (2019-2022)
- Darío Rubén Quintana, O.A.R, depuis le 21 avril 2022